# Myuroclada rotundifolia
Myuroclada rotundifolia là một loài Rêu trong họ Brachytheciaceae. Loài này được (Arnell) Abramova & I.I. Abramov mô tả khoa học đầu tiên năm 1969.